# Персеверанс (пароплав)

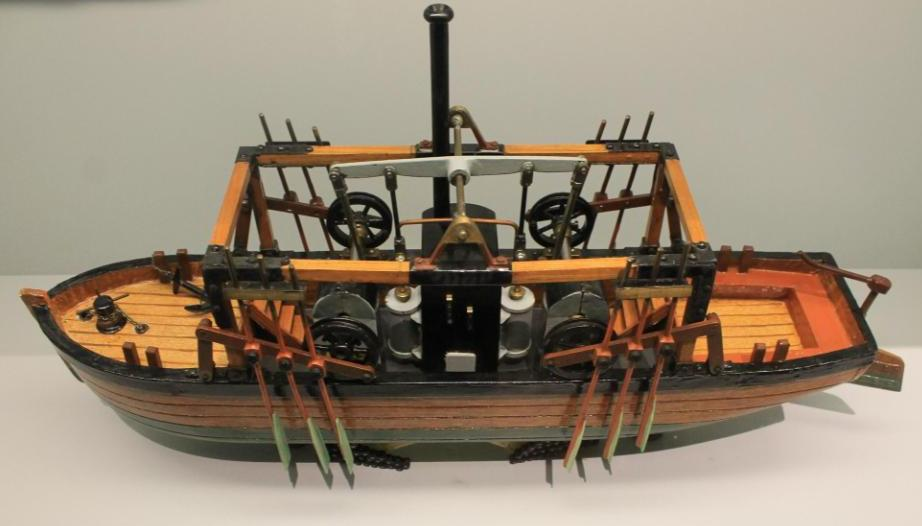
Модель пароплава «Персеверанс» у Німецькому музеї техніки

«Персеверанс» (англ. Perseverance — «Наполеглевість») — пароплав американського винахідника Джона Фітча, спуск якого було успішно проведено на річці Делавер 22 серпня 1787 року в присутності делегатів від Філадельфійського конвенту, зокрема за подією також спостерігали Бенджамін Франклін та Джордж Вашингтон.
З 1788 року пароплав недовго здійснював регулярні рейси між Філадельфією і Берлінгтоном, перевозячи по 30 пасажирів. Всього він пройшов близько 1000 км. Кінцевим пунктом пароплава став Острів Петті на річці Делавер: під час непогоди його вимило на берег острова і там покинуто.

## Будова
Бот з паровим двигуном шести пар гребних весел, який розвивав швидкість близько 4,85 км/год.
Довжина складала 45 футів, ширина — 12 футів. Основою парового двигуна був робочий циліндр діаметром 12 дюймів.

## Історія
Будівництво тривало два роки і у 1786 році було остаточно завершено (на одній зі сторін судна було викарбувано напис року 1786, а також ім'я Фітча).